# Para ti que eres joven
Para ti, que eres joven es una sección de la revista humorística El Jueves; fue realizada por Manel Fontdevila y Albert Monteys desde 1997 hasta 2014. 

## Creación y trayectoria
Cuando Manel Fontdevila y Albert Monteys, que entonces apenas se conocían, se convirtieron en miembros del consejo de redacción de la revista, se les propuso que realizasen una sección en común, donde abordasen los temas de interés de su generación.
Albert Monteys explicó en 2006 su proceso de trabajo en común de la siguiente forma:

La palabra que mejor define cómo trabajamos juntos yo y Manel es "poco".  Eso sólo es posible si te entiendes muy poco, o si te entiendes mucho, y, por suerte,  estamos en el segundo caso. Una vez a la semana nos sentamos, o nos llamamos por teléfono, perfilamos un tema y nos lo repartimos en bloques. Al cabo de unos días vemos el trabajo del otro, damos gracias a dios por no habernos pisado los chistes, y a por el siguiente. Ya te digo, más o menos hablamos el mismo idioma y no tenemos que convencernos de nada.

Como en un par de entregas volvieron a tratar temas que ya habían salido, se le encargó a un auxiliar que elaborase una base de datos para evitarlo.

## Características
La historieta, a dos páginas y en blanco, negro y rosa, trataba cada semana un tema concreto, normalmente de aspectos de la vida cotidiana que afectaban a la juventud, todo ello con un tratamiento humorístico. Los propios autores aparecían dibujados en la historieta, presentando las distintas situaciones, así como en una viñeta titulada El consejo de la semana.